# Lazare Lejeans
Guillaume Lazare Lejeans (né à Marseille le 21 janvier 1738 et mort à Paris le 11 janvier 1803) est un négociant et homme politique français.

## Biographie
Il appartenait au haut commerce et était un des principaux négociants de Marseille avec son frère Louis Honoré Lejeans (Lejeans frères). Il était également avocat.
Il fut appelé le 4 nivôse an VIII au Sénat conservateur où il siégea jusqu'à sa mort en 1803.

## Ascendance & postérité
Fils de Guillaume Le Jeans, avocat à Salon-de-Provence et assesseur à Marseille, et de Marie Blanche Rostan (née à Antibes), Guillaume Lazare était le frère de Louis Honoré Lejeans (dit Lejeans aîné Louis), député aux États généraux de 1789 (tiers-état) pour la sénéchaussée de Marseille.
- Il épousa, le 9 octobre 1781 à Marseille, la belle-sœur de son frère, Marie-Thérèse Catherine Clary (2 septembre 1755 - 1er novembre 1818), fille de François Clary, sœur de Désirée et Julie Clary : il devint donc le beau-frère de Joseph Bonaparte et Jean-Baptiste Bernadotte. Ensemble, ils eurent :
  - Honorine Thérèse (12 décembre 1782 - 16 février 1806), mariée avec David-Maurice-Joseph, comte Mathieu de La Redorte (1768-1833), général de division (1800), pair de France (1819), dont :
    - Postérité ;

  - Louis Guillaume François (Marseille, 14 février 1784 - Marseille, 6 décembre 1840), colonel, marié le 26 juin 1819 avec Anne Malmenayde-Montmillant (1798-1885), dont :
    - Charles Marie (17 décembre 1822 - 1906), dit le « vicomte Le Jeans » ;
    - Désirée Louise Julie Anne (17 août 1825 - 30 mai 1888), mariée, le 10 septembre 1850 à Paris, avec Georges Richard de Soultrait (1822-1888), comte romain, dont :
      - Postérité ;

    - Anne (née le 27 octobre 1827), mariée le 21 mai 1860 avec Eudoxe de Boniface-Fombeton (1830-1910), dont postérité ;
    - Marie (née le 2 octobre 1829) ;

  - Marie-Caroline Virginie (Marseille, 22 mars 1789 - Paris, 11 décembre 1827), mariée, le 20 mai 1810 à Paris, avec Athanase, comte Clément de Ris (1782-1837) :
    - Ils adoptèrent trois enfants Torterat.